# Розкозачення

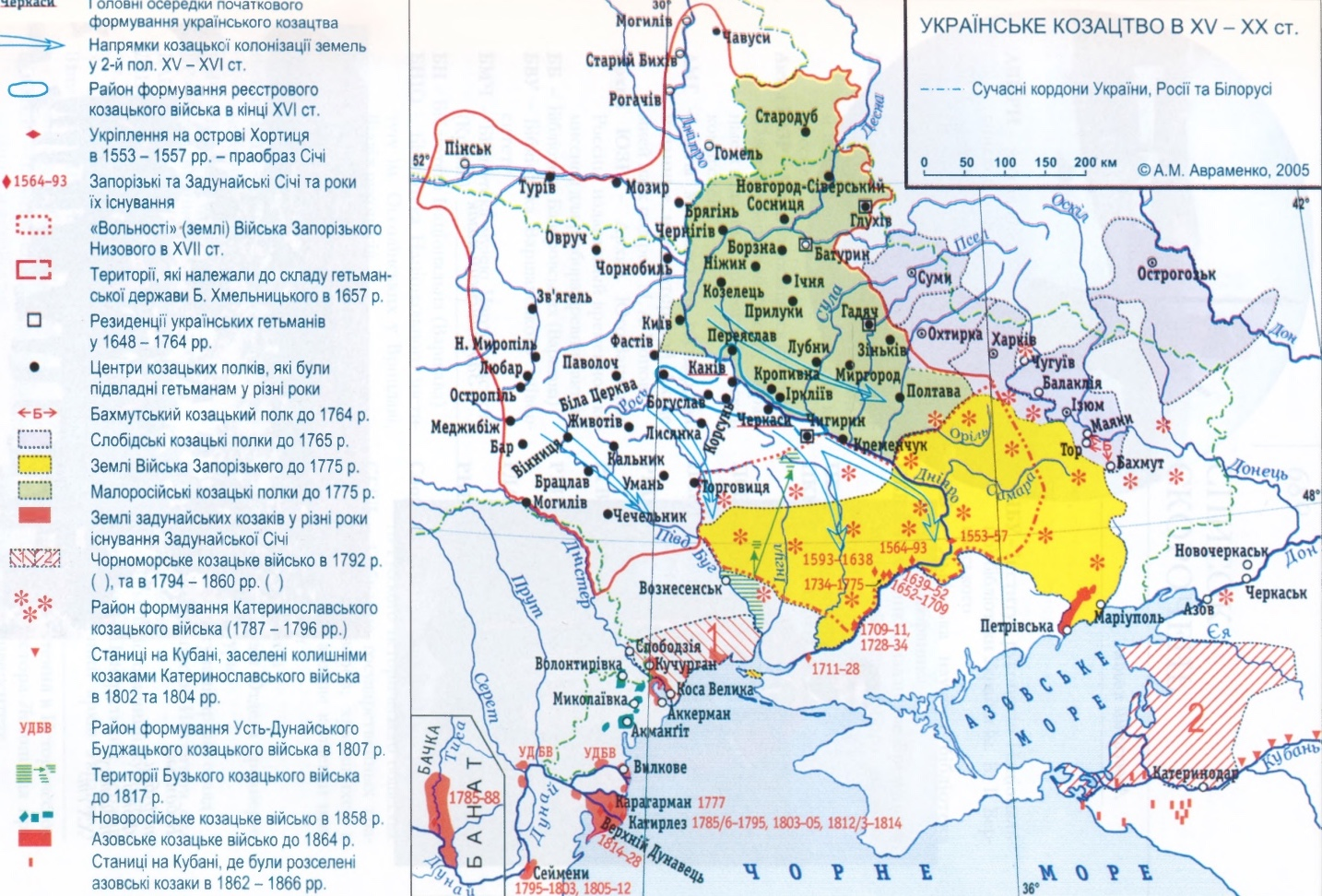
Територія поселень українського козацтва

Розкозачення — політика, що проводилася більшовиками в ході Громадянської війни та в перші десятиліття після неї, спрямована на позбавлення козацтва самостійних політичних і військових прав, ліквідацію козацтва як соціальної, культурної спільності, стану Російської імперії.
Політика розкозачення вилилася в підсумку в масовий червоний терор і репресії проти козаків, що виражалися в масових розстрілах, взятті заручників, спаленні станиць, нацьковуванні іногородців на козаків. В процесі розкозачення також проводилися реквізиції худоби та сільськогосподарської продукції, переселення бідняків з числа іногородців на землі, що раніше належали козакам.

## Мета
У часи так званої «українізації» 1920–1930-х рр. ставлення радянського уряду до козацтва як такого було вкрай негативним. Цьому сприяв виступ донського, кубанського та інших козацтв на боці «білих» у боротьбі з «червоними» під час Громадянської війни. Це було потенційою загрозою для молодого радянського режиму, який не хотів мати осередків потенційних ворогів на своїх територіях.

## Вжиті методи
23 січня 1918 року головнокомандувач Червоної армії Муравйов зайшов в українську столицю. І того ж дня видав наказ, в якому закликав «безпощадно знищувати у Києві усіх офіцерів і юнкерів, гайдамаків, монархістів і всіх ворогів революції». Підставою для розстрілу могли бути «буржуазний вигляд» (брак мозолів на руках) чи козацькі «націоналістичні» вуса. За три дні терору (26-28 січня) більшовики вбили, за різними оцінками, від тисячі трьохсот до п'яти тисяч осіб.
Пізніше київські ексцеси більшовики засудили. Однак від революційного насильства не відмовилися. «Невже, – питав Ленін, – ви думаєте, що ми взяли владу для того, щоб панькатися зі своїми ворогами?».
"Циркулярним листом ЦК про ставлення до козацтва»від 24 січня 1919 р. ЦК ВКП(б) запровадив політику «розкозачення», яку було закріплено низкою директив і постанов. У цей час виходить директива Реввійськради № 1522 від 17 березня 1919 р. про повне знищення козацтва.
На початку цієї секретної директиви було дано обґрунтування репресій, що було пов’язано з участю козаків у Громадянській війні на боці так званих білих. Вважалося також, що застосування превентивних заходів забезпечить від їх можливих антирадянських виступів у майбутньому. Багато козаків були заарештовані, розстріляні на місці, запроторені в концентраційні табори або депортовані, а їх майно підлягало конфіскації (Коваль Р., 2004. С. 433).
Лише в середині березня 1919 року чекісти засудили до розстрілу понад 8 тис. козаків . У кожній станиці революційні суди за лічені хвилини виносили вироки, а цілі списки людей засуджували до розстрілу за «контрреволюційну поведінку».
В. Ленін прирівнював ці процеси до подій у Вандеї часів Великої Французької революції (Courtois S., 1999. C. 29–30).
 

Радянська влада зобов’язала Донщину вносити хлібний збір у розмірі загального річного виробництва області.Майже всі козаки приєдналися до зеленої армії чи інших повстанських сил. Разом із військами барона Врангеля вони витіснили Червону Армію з краю в серпні 1920 року. Після повернення Червоною Армією Криму козаки знову стали жертвами червоного терору. Спеціальні комісії з питань розкозачення тільки в жовтні 1920 року засудили до страти понад 6 тис. осіб.Сім’ї та часто сусіди підозрюваних повстанців були взяті в заручники.
Зібрані разом у табір під Майкопом, заручники, жінки, діти та старі виживають у найжахливіших умовах, у жовтневому холоді та багнюці... Гинуть як мухи. Жінки підуть на все, щоб уникнути смерті. Цим користуються солдати, які охороняють табір, і ставляться до них як до повій.
У листопаді 1920 року голова ЧК Фелікс Дзержинський доповідав Леніну :
республіка повинна організувати інтернування в таборах близько 100 тис. в'язнів Південного фронту і величезних мас людей, вигнаних з непокірних [козацьких] поселень Тереку, Кубані і Дону. Сьогодні 403 козаки та козаки віком від 14 до 17 років прибули до Орла для інтернування в табір для інтернованих. Їх прийняти не можна, тому що Орел вже перевантажений.
Радянська влада ставилася до козаків як до ворожого елементу і намагалася викорінити зовнішні ознаки їхньої самобутності. У квітні 1924 р. з’їзд командирів Червоної Армії (ЧА) прийняв постанову про недоцільність комплектації червоної кавалерії із соціально неблагонадійних козацьких елементів. Проте ця постанова суперечила виступу члена ЦК РКП  (б)  А.Мікояна, який заявив про необхідність залучення козаків до суспільно-корисної праці. Він також підкреслив більш високий, ніж в пересічного селянства, рівень розвитку козаків і тому  вважав, що пропаганду серед них повинен проводити ретельно підібраний і політично підготовлений елемент. На його переконання, козаки, що заслуговують на довіру, можуть стати членами більшовицької партії. Важливим було також висловлювання А.Мікояна щодо необхідності збереження козацького самоврядування (Коваль Р., 2004. С. 227–228).
Згідно інформації Відділу ІІ Генерального штабу Війська польського, ця остання теза із виступу А.Мікояна була частково реалізована.

## Масштаби винищення козаків
Історик Л. Решетніков заявляв про те, що «за время так называемого расказачивания было уничтожено свыше миллиона казаков».
У свою чергу, Служинська Іванна Миколаївна, членкиня НАНУ, пише про те, що відповідно до Директиви оргбюро ЦК РКП(б) "Про розкозачення" (24 січня 1919) здійснювалися масові репресії, унаслідок яких загинуло близько півтора мільйона лише донців.